# Жерар, Маргерит
Маргери́т Жера́р (Маргари́та Жера́р, фр. Marguerite Gérard; 28 января 1761, Грас — 18 мая 1837, Париж) — французская художница, живописец и график; наряду с современницами Аделаидой Лабиль-Гиар, Анной Валлайе-Костер и Элизабет Виже-Лебрен — одна из наиболее значительных художниц эпох позднего Старого порядка и Революции, известная как свояченица, ученица и сотрудница Жана-Оноре Фрагонара.

## Биография
После смерти своей матери в 1775 году Маргерит Жерар, младшая из семи детей, поселилась в Париже, недалеко от Лувра вместе со своей сестрой Мари-Анн Фрагонар и мужем последней Жаном-Оноре Фрагонаром.
Она прожила с ними около тридцати лет, что позволило ей увидеть и вдохновиться великими произведениями прошлого и настоящего. Особый интерес для Жерар представляли жанровые сцены голландского золотого века, которым она будет подражать в своих собственных работах. Ей предложили место в Королевской академии искусств и скульптуры, но она отказалась. Популярные в литературе утверждения о том, что Жерар и Фрагонар были любовниками, считаются беспочвенными — Жерар говорила, что воспринимала мужа своей сестры и наставника как отца. После смерти Фрагонара она продолжала жить со своей сестрой в течение 17 лет.

## Творчество
Содержание для своих картин, пользовавшихся большим успехом на рубеже XVIII–XIX веков, Жерар почерпнула из семейной жизни среднего и высшего классов французского общества. Она упражнялась также в гравировании и воспроизвела в офортах некоторые из композиций Фрагонара. Для сочинения Шодерло де Лакло «Опасные связи» («Les liaisons dangereuses»), Жерар выполнила ряд иллюстраций. В Пушкинском музее в Москве имеются две её картины: «Материнское счастье» и «Триумф кошечки», а в Эрмитаже: «Художница, пишущая портрет музыкантши», «Первые шаги» и «Подарок». В музее-усадьбе Архангельское — «Урок музыки».

## Галерея

Жанровые картины
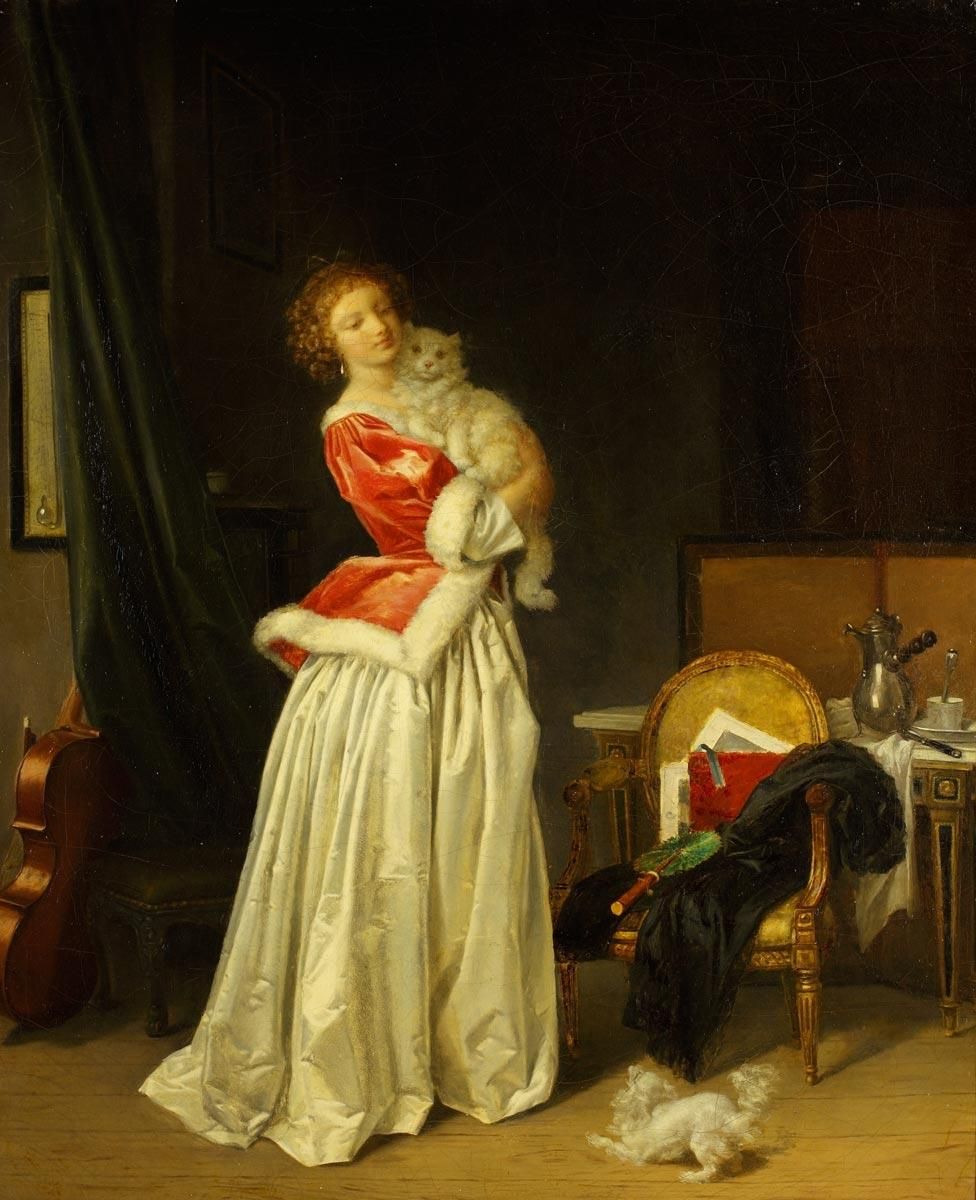
Триумф кошечки. Около 1785 Холст, масло. 60 × 48 см Пушкинский музей, Москва
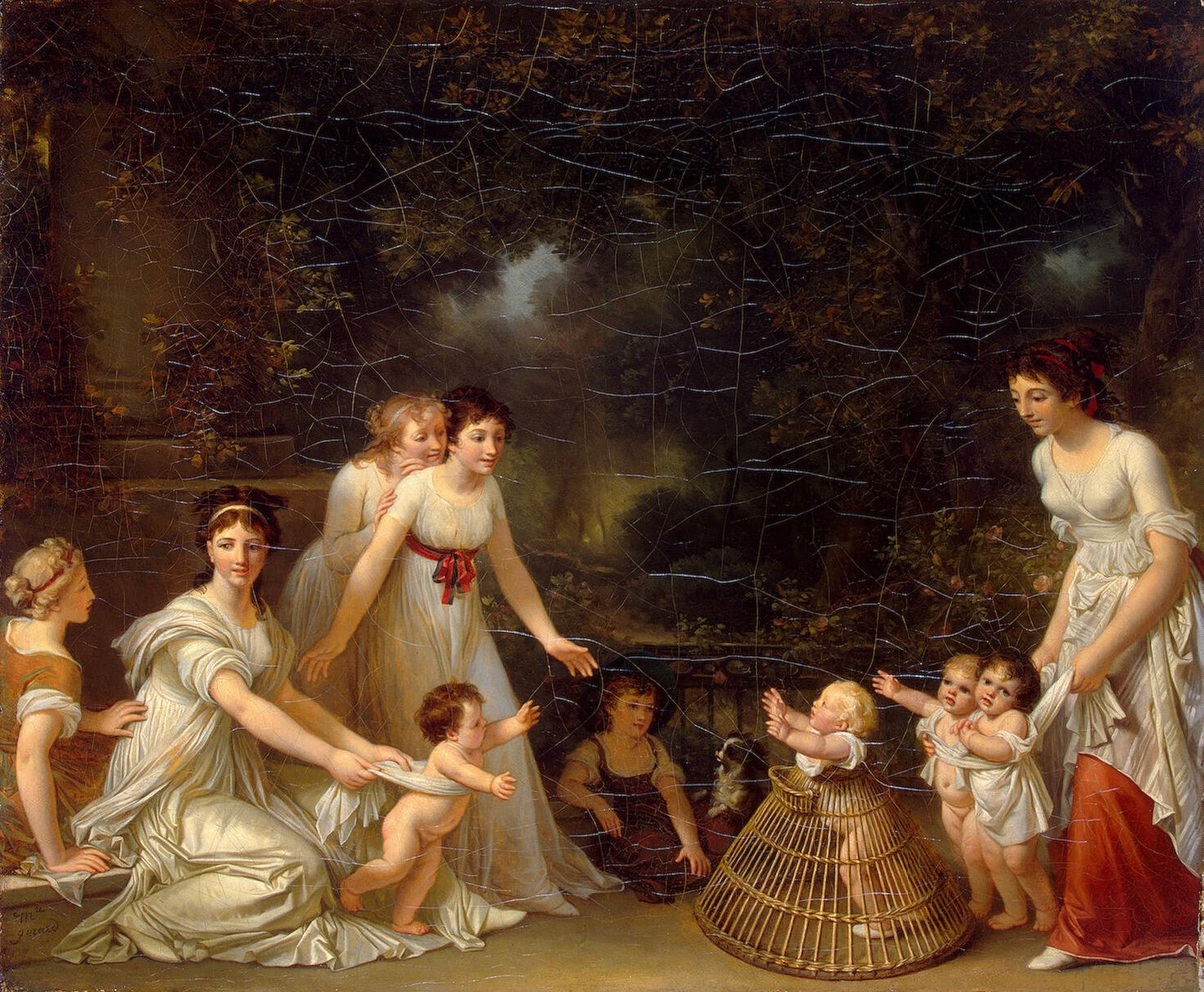
Первые шаги. Около 1800 Холст, масло. 45,5 × 55 см Эрмитаж, Санкт-Петербург
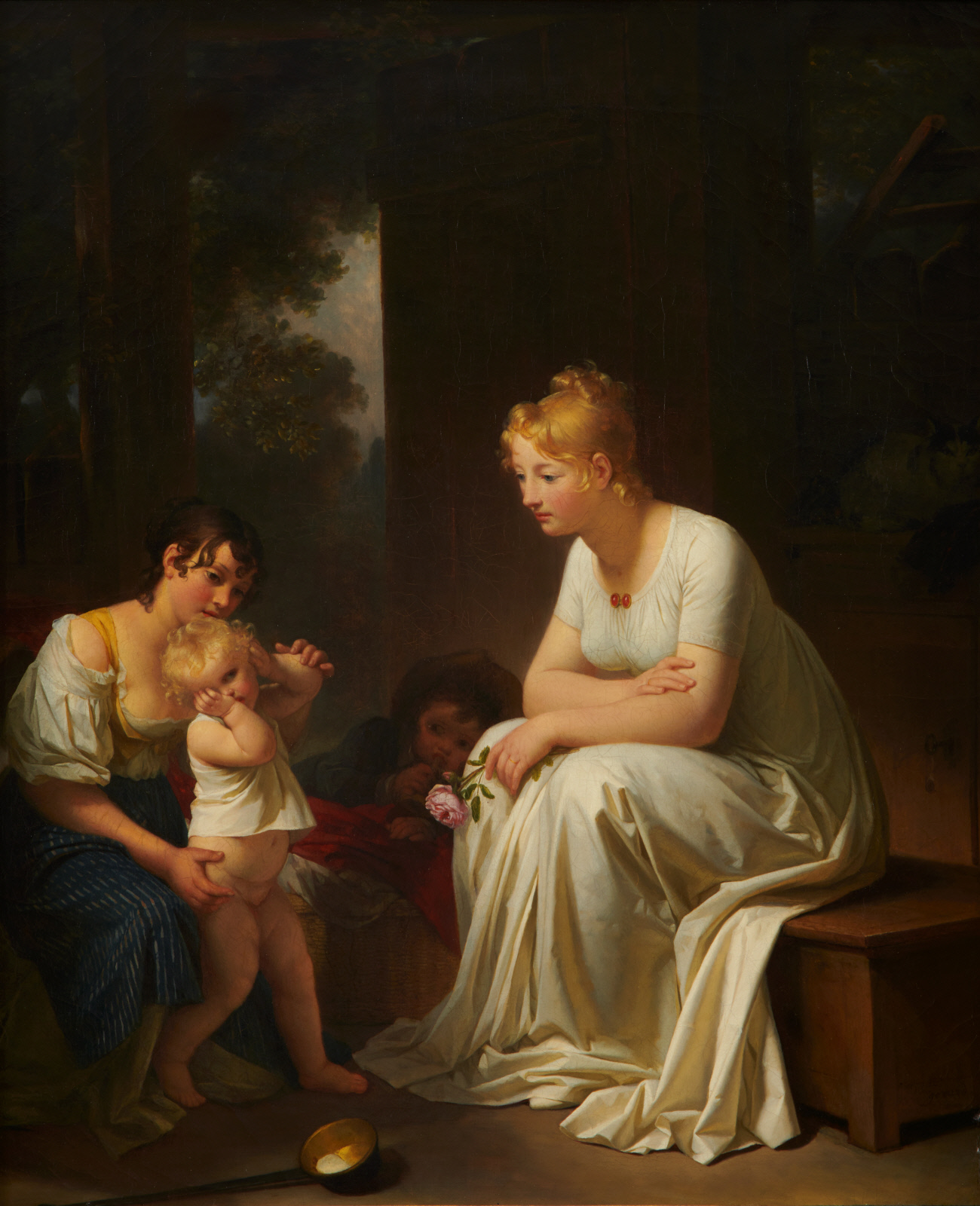
Капризное дитя. 1804 Холст, масло. 60,5 × 50 см Институт Стерлинга и Франсин Кларк, Уильямстаун, Массачусетс
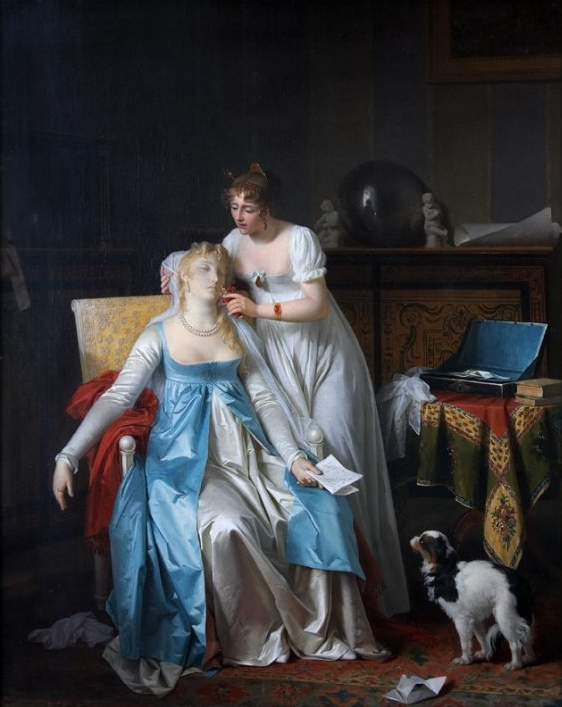
Дурные вести. 1804 Холст, масло. 64 × 51 см Лувр, Париж
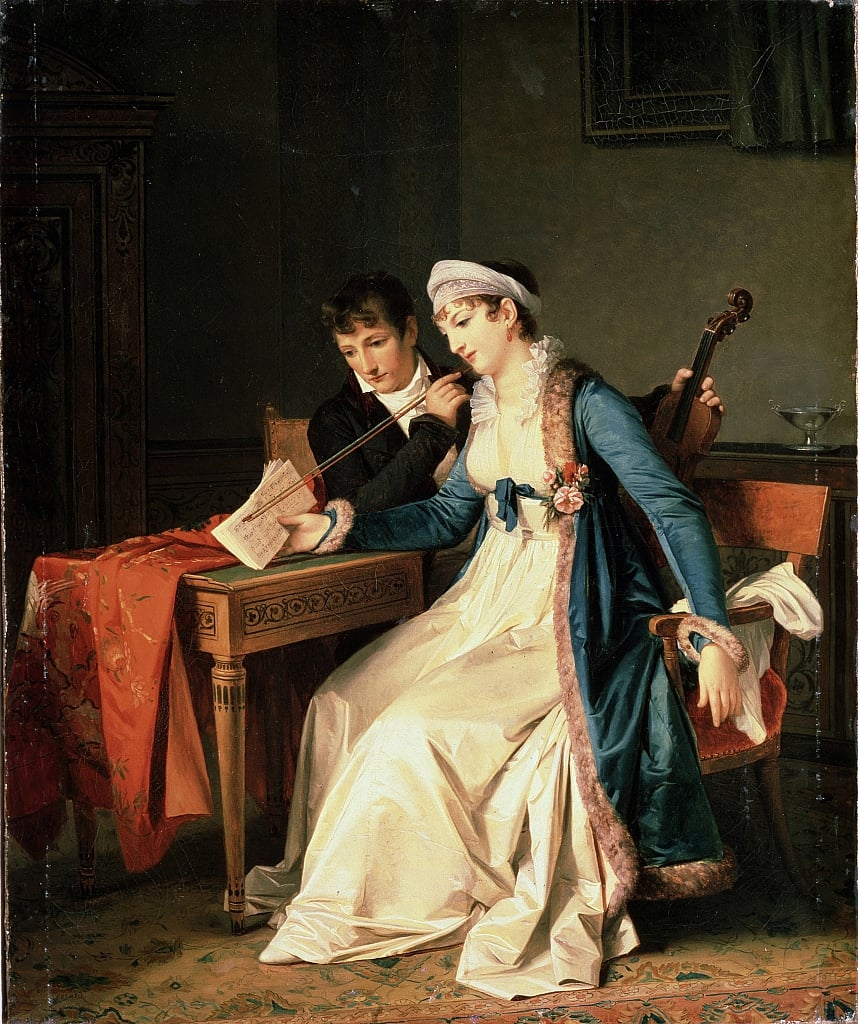
Урок музыки. 1809 Холст, масло. 61 × 50 см Музей-усадьба Архангельское
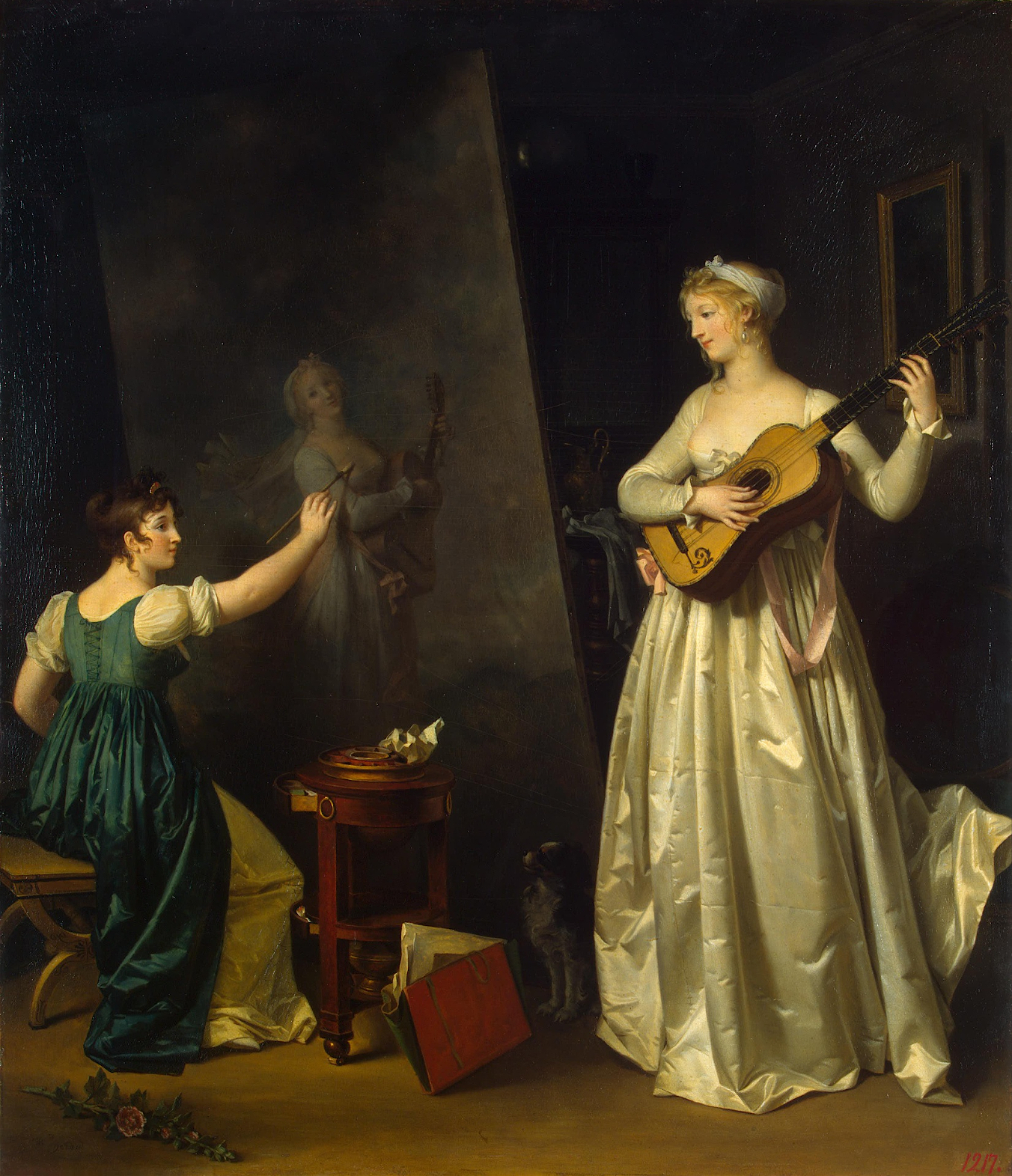
Маргарита Жерар - Художник, пишущий портрет музыканта, около 1803 г.
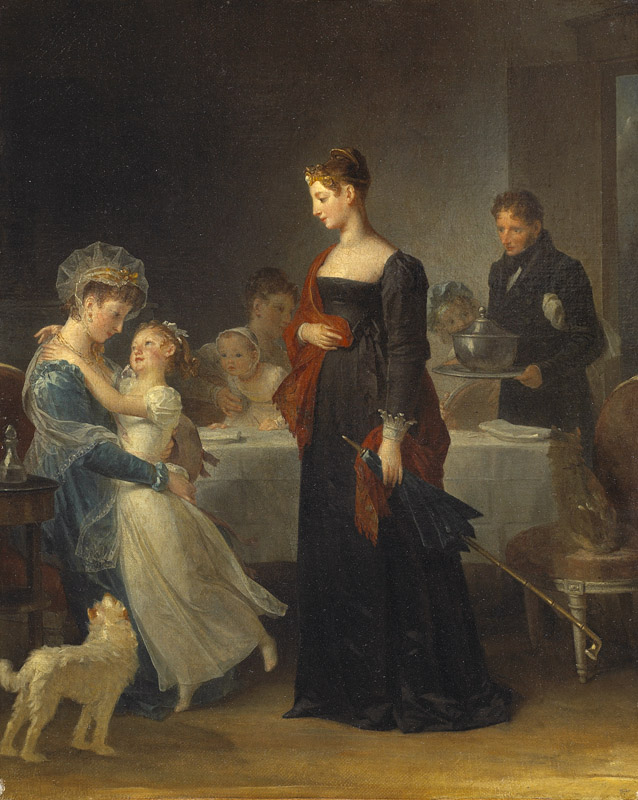
Посещение. Около 1810 Холст, масло. 40,5 × 33 см Музей августинцев[фр.], Тулуза
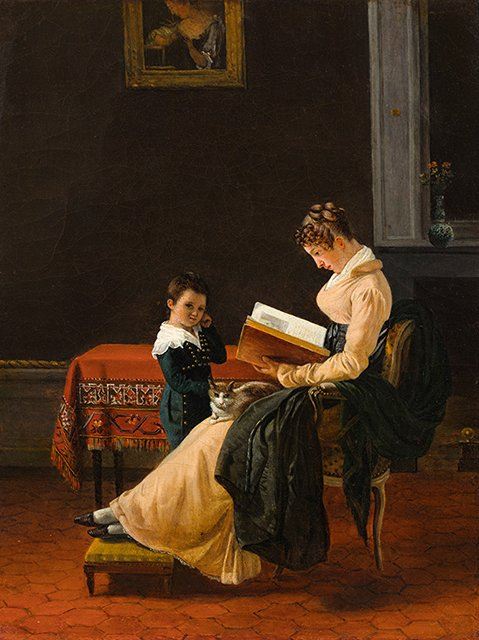
Читательница. 1817 Дерево, масло. 32 × 24 см Институт изящных искусств Барбера, Бирмингем
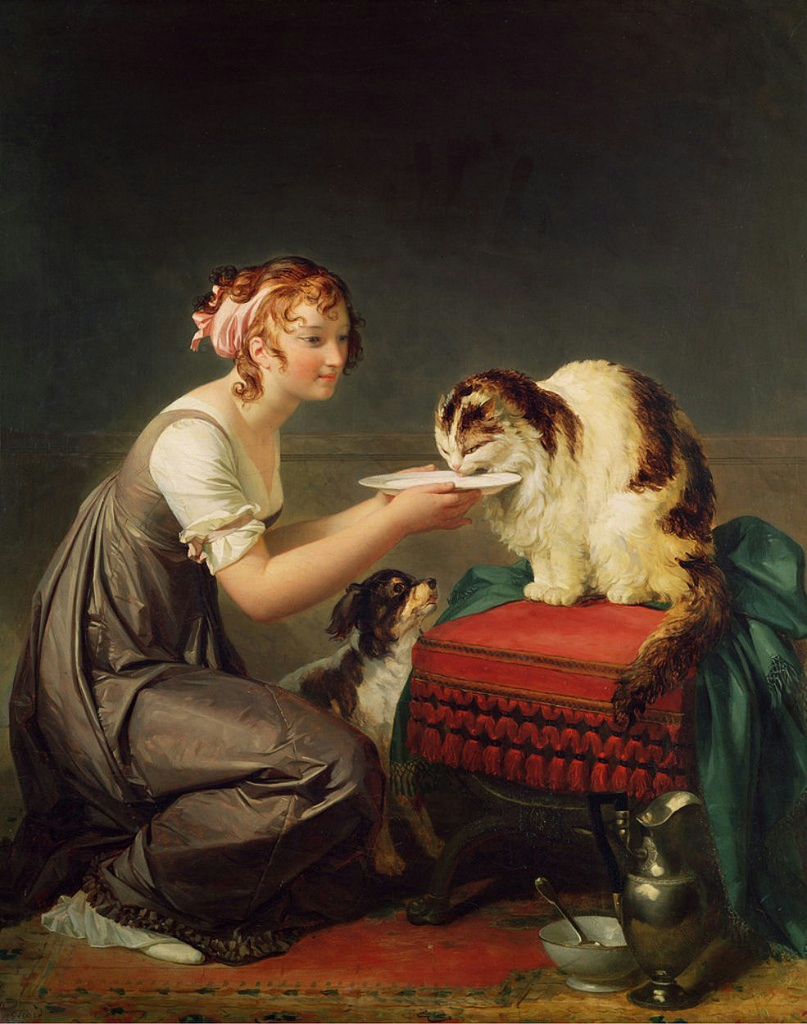
Кошачий обед Холст, масло. 61 × 50 см Вилла-музей Фрагонаров[фр.], Грас

Портреты
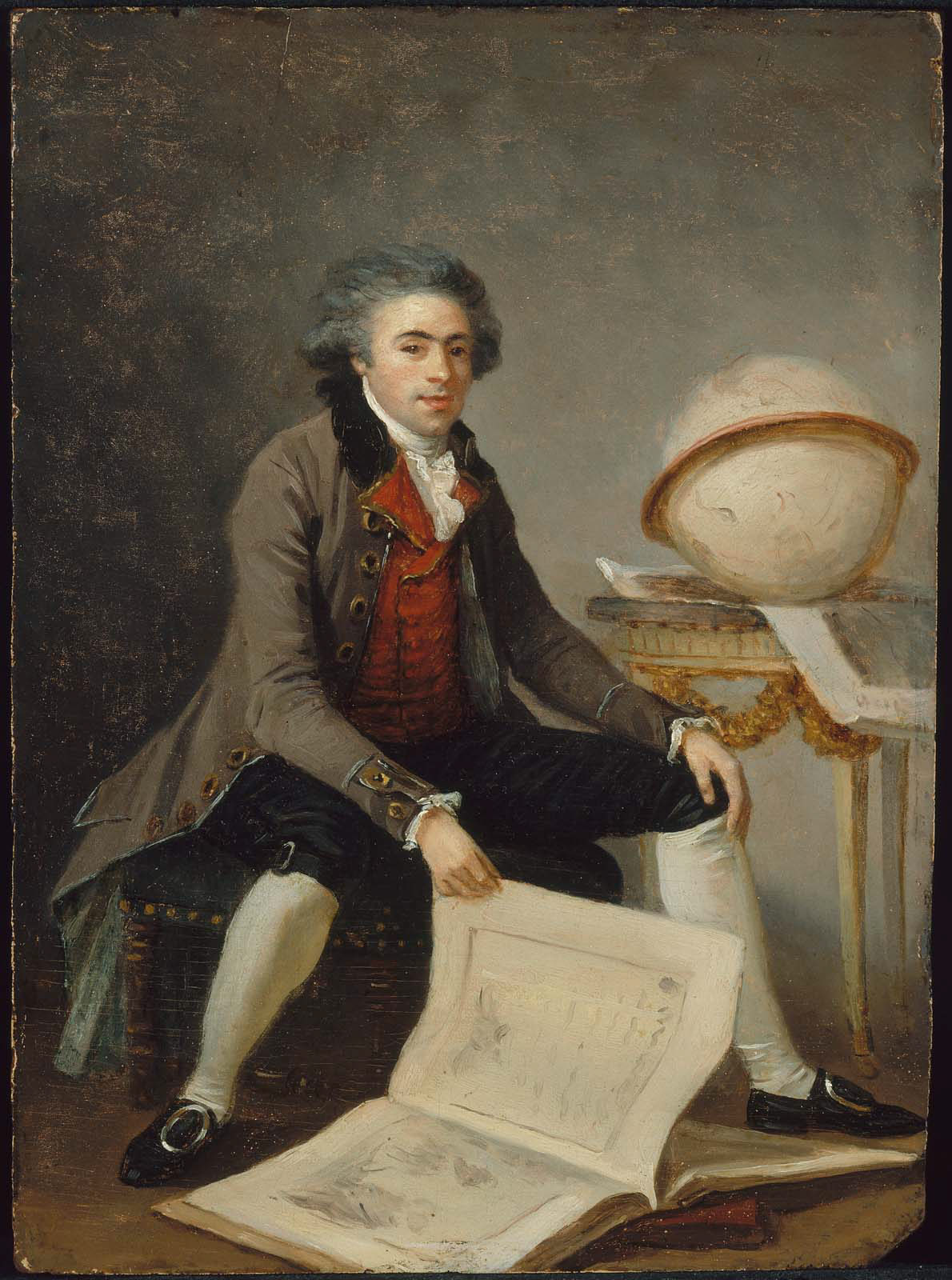
Мужчина с открытой книгой на полу. Около 1785 Дерево, масло. 21,9 × 15,9 Музей изящных искусств, Бостон
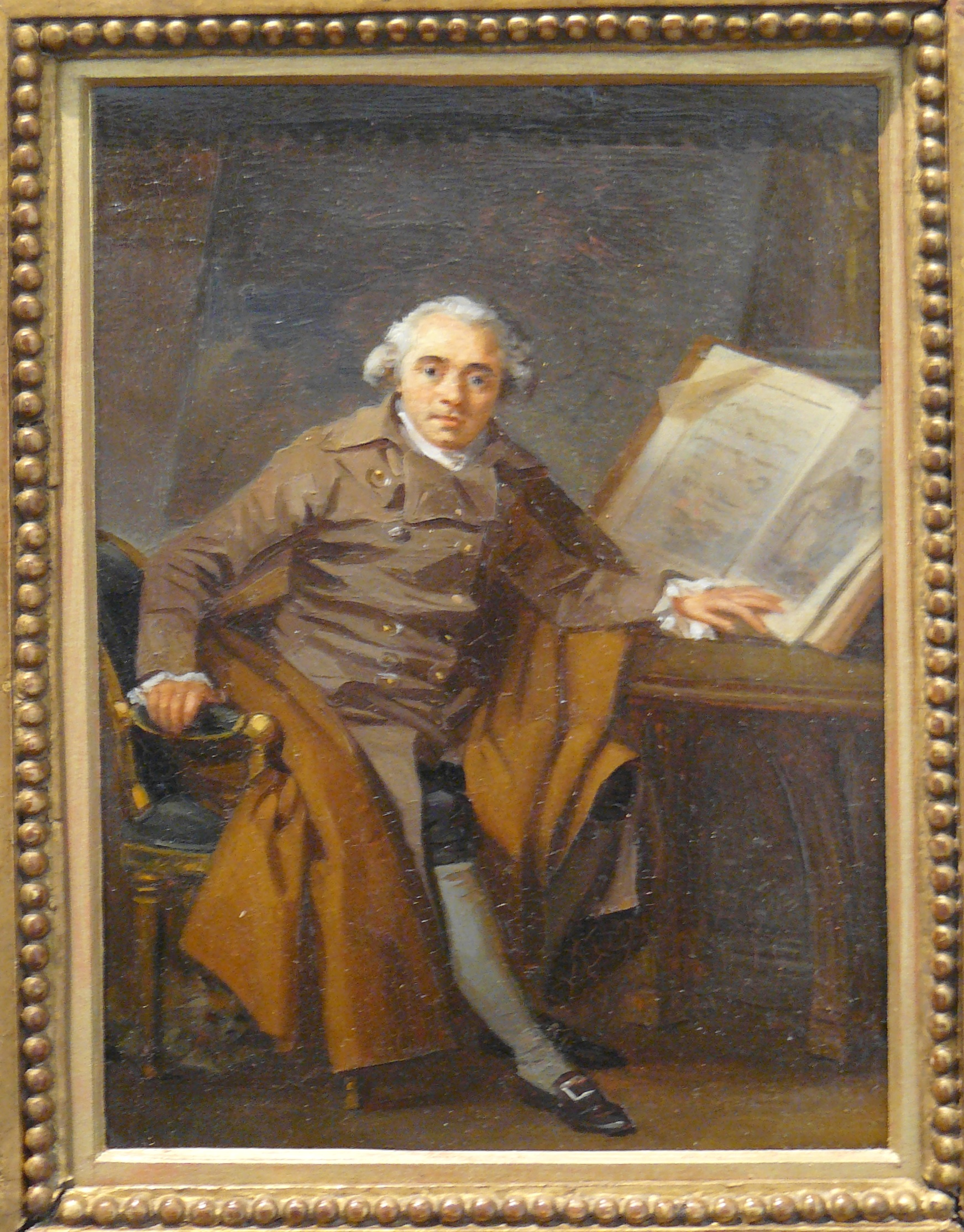
Мужчина в двубортном костюме (предположительно Жан-Жак Лагрене). Около 1787 Дерево, масло. 18,4 × 13,5 см Музей Коньяк-Жэ, Париж
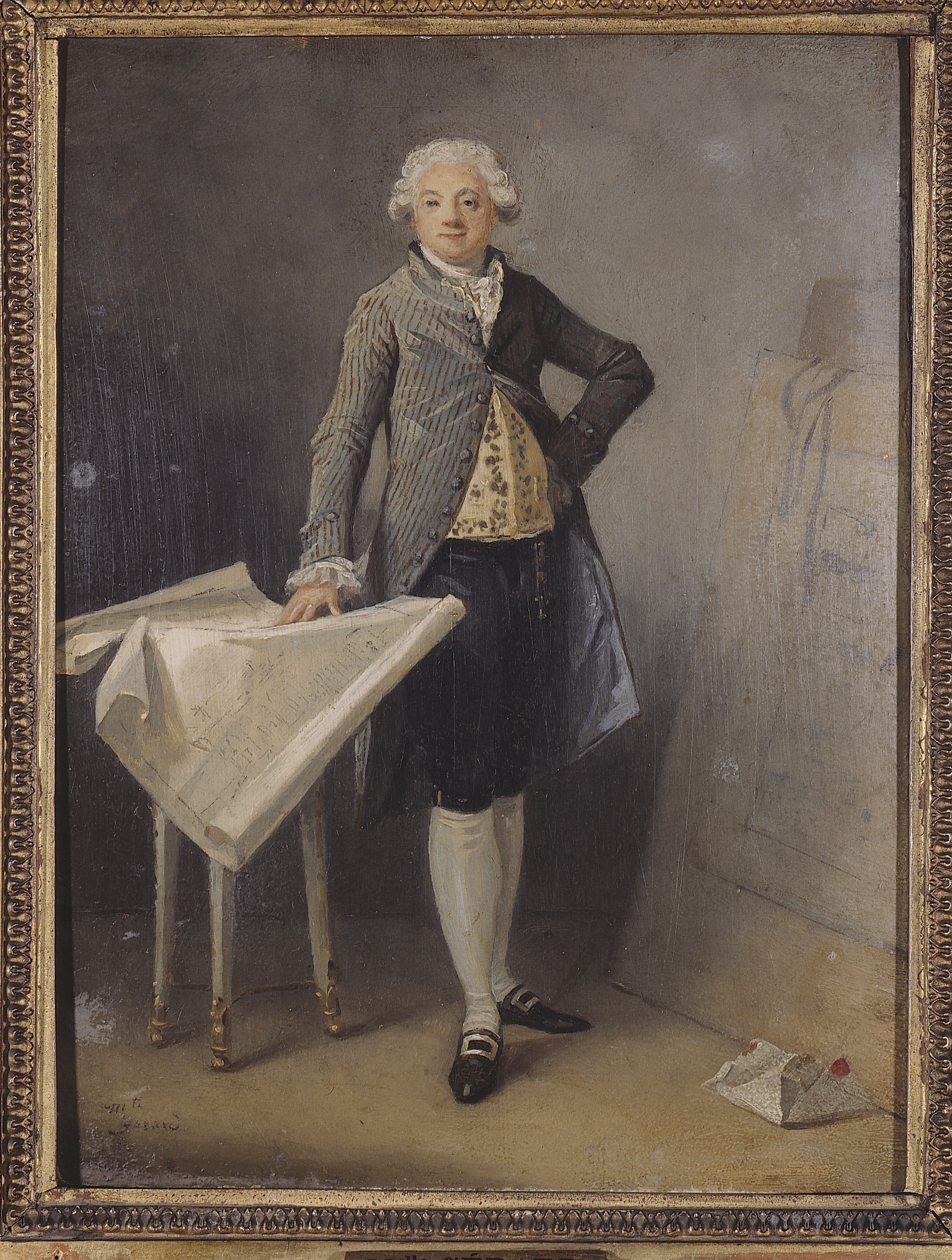
Клод-Никола Леду. Около 1787–1788 Дерево, масло. 21,5 × 16 Музей Коньяк-Жэ, Париж
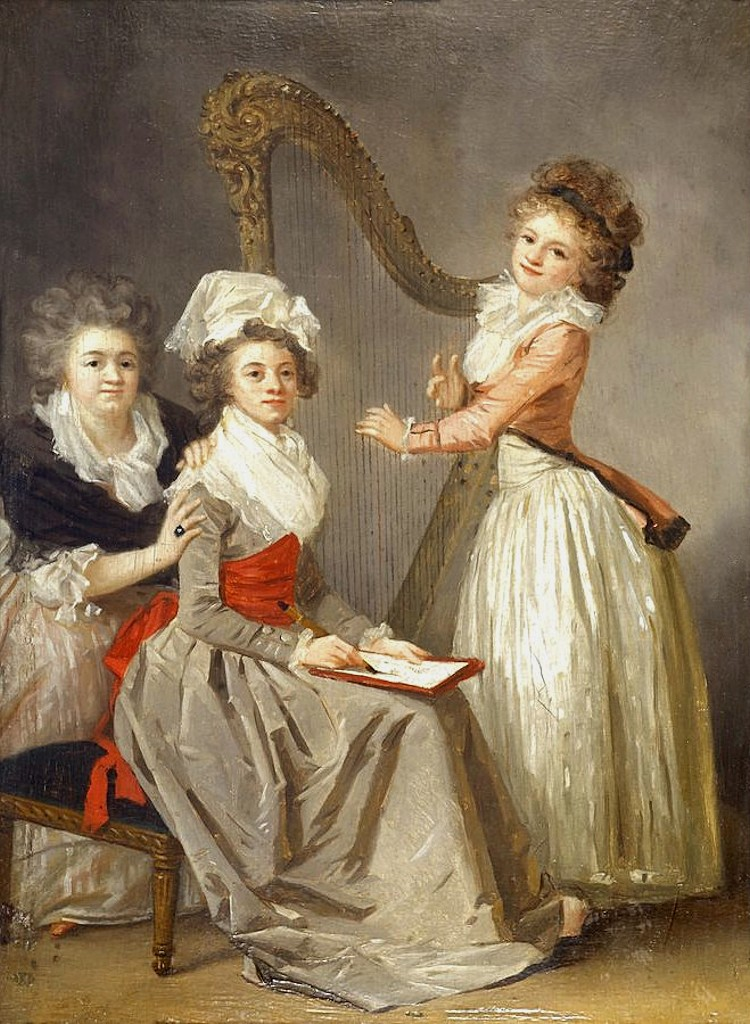
Мадам Леду с дочерьми. Около 1787–1788 Дерево, масло. 22 × 16 см Частное собрание
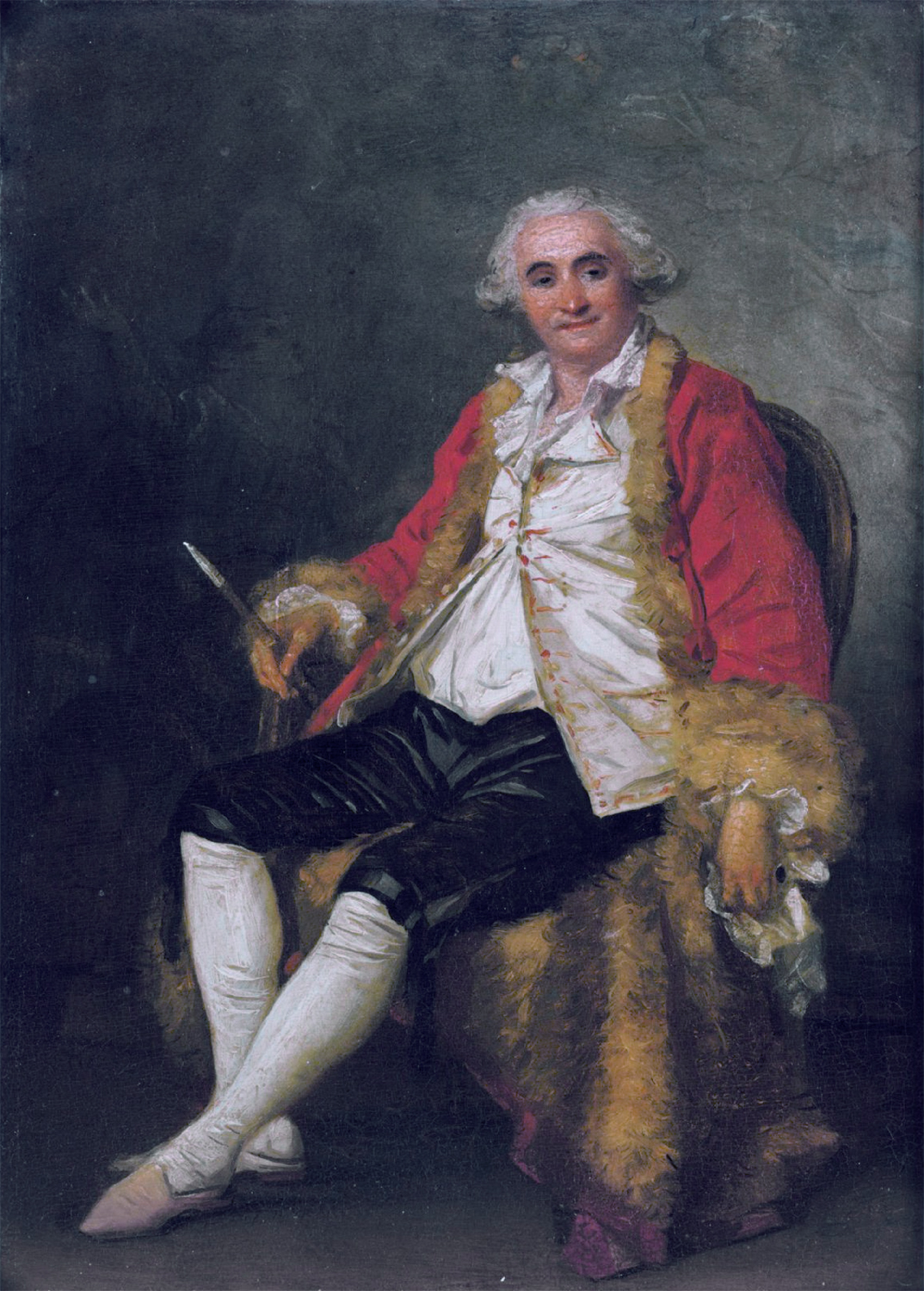
Жан-Оноре Фрагонар. Около 1788 Дерево, масло. 21,8 × 16,1 см Частное собрание